# Fédération arabe de rugby à XV
La Fédération arabe de rugby à XV (en arabe : الاتحاد العربي للرجبي) est l'organisme officiel chargé de superviser, de promouvoir et de développer le rugby à XV ainsi que le rugby à sept dans les pays du monde arabe. Fondée en 2012, cette fédération joue un rôle central dans la coordination des compétitions régionales. En décembre 2024, elle regroupe 14 pays membres, qui travaillent ensemble pour renforcer la présence et l'impact de ce sport au sein du monde arabe.

## Histoire
La Fédération arabe de rugby à XV est créée le lundi 8 octobre 2012 en Tunisie, son siège est basé à Tunis. L'objectif étant de promouvoir et de développer le rugby à XV et le rugby à sept tout en améliorant le niveau dans le monde arabe.[réf. nécessaire]
Le 1er octobre 2015, la Fédération émiratie de rugby à XV tient une assemblée générale extraordinaire à Dubaï afin de relancer le travail de la Fédération arabe de rugby. M. Qais Abdullah Al Dhalei est élu à l'unanimité comme président, déplaçant à la même occasion le siège exécutif permanent de la fédération vers Dubaï, qui est le même que le siège du président élu des Émirats arabes unis.

## Membres
La Fédération arabe de rugby compte 14 membres.
Membres qui font partie de Rugby Afrique :
- Algérie (2015)
- Égypte (2018)
- Libye (2012)
- Maroc (2012)
- Soudan (2021)
- Tunisie (2012)

Membres qui font partie de Asia Rugby :
- Arabie saoudite (2012)
- Émirats arabes unis (2012)
- Irak (2020)
- Jordanie (2016)
- Liban (2012)
- Palestine (2021)
- Qatar (2012)
- Syrie (2012)

## Compétition
Les compétitions organisés par la Fédération arabe de rugby à XV comprennent :
- Hommes senior
  - Rugby à XV : Pas de compétition
  - Rugby à sept : Championnat arabe masculin de rugby à sept

- Femmes senior
  - Rugby à XV : Pas de compétition
  - Rugby à sept : Championnat arabe féminin de rugby à sept